# Nolana lachimbensis
Nolana lachimbensis là loài thực vật có hoa trong họ Cà. Loài này được M.O. Dillon & Luebert mô tả khoa học đầu tiên năm 2007.